# Rick Amor

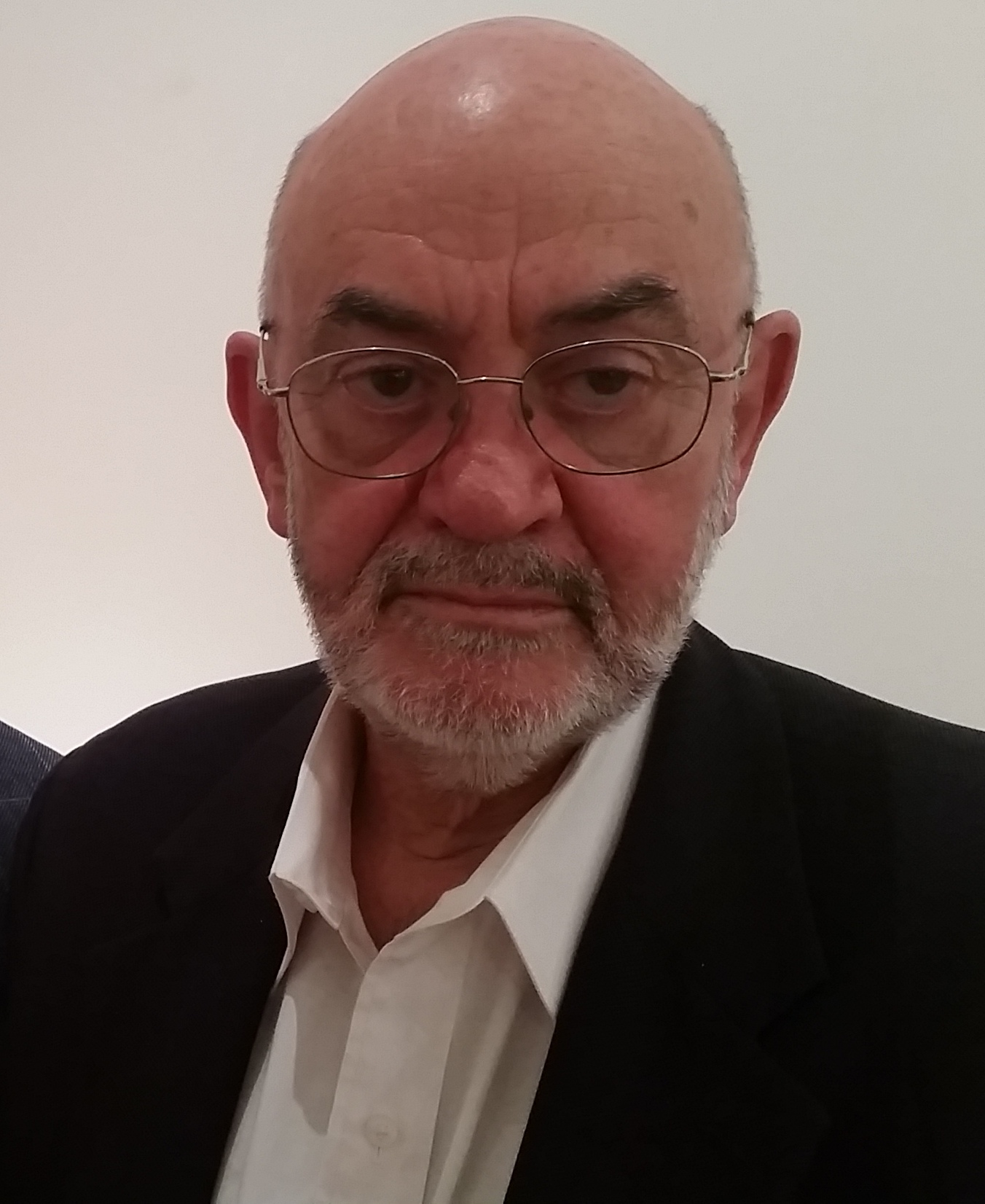
Rick Amor

Richard William Amor (* 3. März 1948 in Frankston, Victoria, Australien) ist ein australischer Maler, Bildhauer, Druckgrafiker und Karikaturist.

## Leben
Rick Amor wuchs in einem Vorort von Frankston auf und begann im Alter von zwölf Jahren mit der Ölmalerei, angeregt durch seinen Vater, einen Kunstlehrer, der selbst Kunst bei Murray Griffin studiert hatte. Eine wichtige Rolle spielten auch seine Tante Myra Morris, eine Schriftstellerin und Kunstliebhaberin, und seine ältere Schwester Liz, die ihn früh mit dem Werk von Künstlern wie Giorgio de Chirico und Salvador Dalí bekannt machte. Auch der frühe Tod seiner Mutter, als Amor 13 Jahre alt war, prägte ihn. Rick Amor erhielt 1965 ein Certificate of Art am Caulfield Institute of Art und studierte von 1966 bis 1968 an der National Gallery School in Melbourne. Er erhielt mehrere Atelierstipendien des Australia Council, die ihm Arbeitsaufenthalte in London, New York und Barcelona ermöglichten. Ab 1972 war Rick Amor als freischaffender Künstler tätig.
Ende der 1970er Jahre hatte Rick Amor eine Einzelausstellung in der Trades Hall in Melbourne und war 1980 der erste Artist in Residence der Institution. Während dieser Zeit arbeitete er in Fabriken, unterrichtete Kunst im Pentridge-Gefängnis und illustrierte Gewerkschaftszeitschriften. Nach der Scheidung von seiner Frau 1983 beschloss Rick Amor, seine Arbeit als Karikaturist einzuschränken und sich verstärkt der Malerei zu widmen.
Seit seiner ersten Ausstellung in der Joseph Brown Gallery im Jahr 1974 hatte Rick Amor mehr als 60 Einzelausstellungen, und in den letzten 33 Jahren hat er jedes Jahr in den Niagara Galleries ausgestellt. Im Jahr 1999 wurde er vom Australian War Memorial zum offiziellen Kriegskünstler für Osttimor ernannt, die erste Ernennung dieser Art seit dem Vietnamkrieg. Eine bedeutende Ausstellung von Rick Amors Bronzeskulpturen wurde 2002 in der Benalla Art Gallery gezeigt, darunter viele nie zuvor gezeigte Modelle. 2001 veröffentlichte The Miegunyah Press die Biografie The Solitary Watcher: Rick Amor and his Art von Gary Catalano. Eine umfassende Überblicksausstellung von Rick Amors Gemälden, Standing in the Shadows, wurde 2005 von der McClelland Gallery and Sculpture Park organisiert. Im Jahr 2007 erhielt Rick Amor den renommierten McClelland Award for Sculpture, den höchsten Geldpreis für Skulptur in Australien. 2008 erschien die Monografie Rick Amor von Gavin Fry bei The Beagle Press und A Single Mind, eine Überblicksausstellung von Rick Amors Gemälden und Zeichnungen seit 1966, wurde im Heide Museum of Modern Art gezeigt.
Im Jahr 2016 schenkt Rick Amor der State Library of Victoria alle erhaltenen Zustandsdrucke sowie je einen Auflagendruck seiner Grafiken. 2017 wird Rick Amor: An Online Catalogue Raisonné of the Prints von Irena Zdanowicz in der National Gallery of Australia, Canberra, anlässlich des Symposiums „The Art of Attribution: The Catalogue Raisonné in the 21st Century“ präsentiert, das gemeinsam von der NGA und dem Australian Institute of Art History der Universität Melbourne organisiert wird.
Rick Amor lebt und arbeitet in Melbourne, Australien.

## Werk

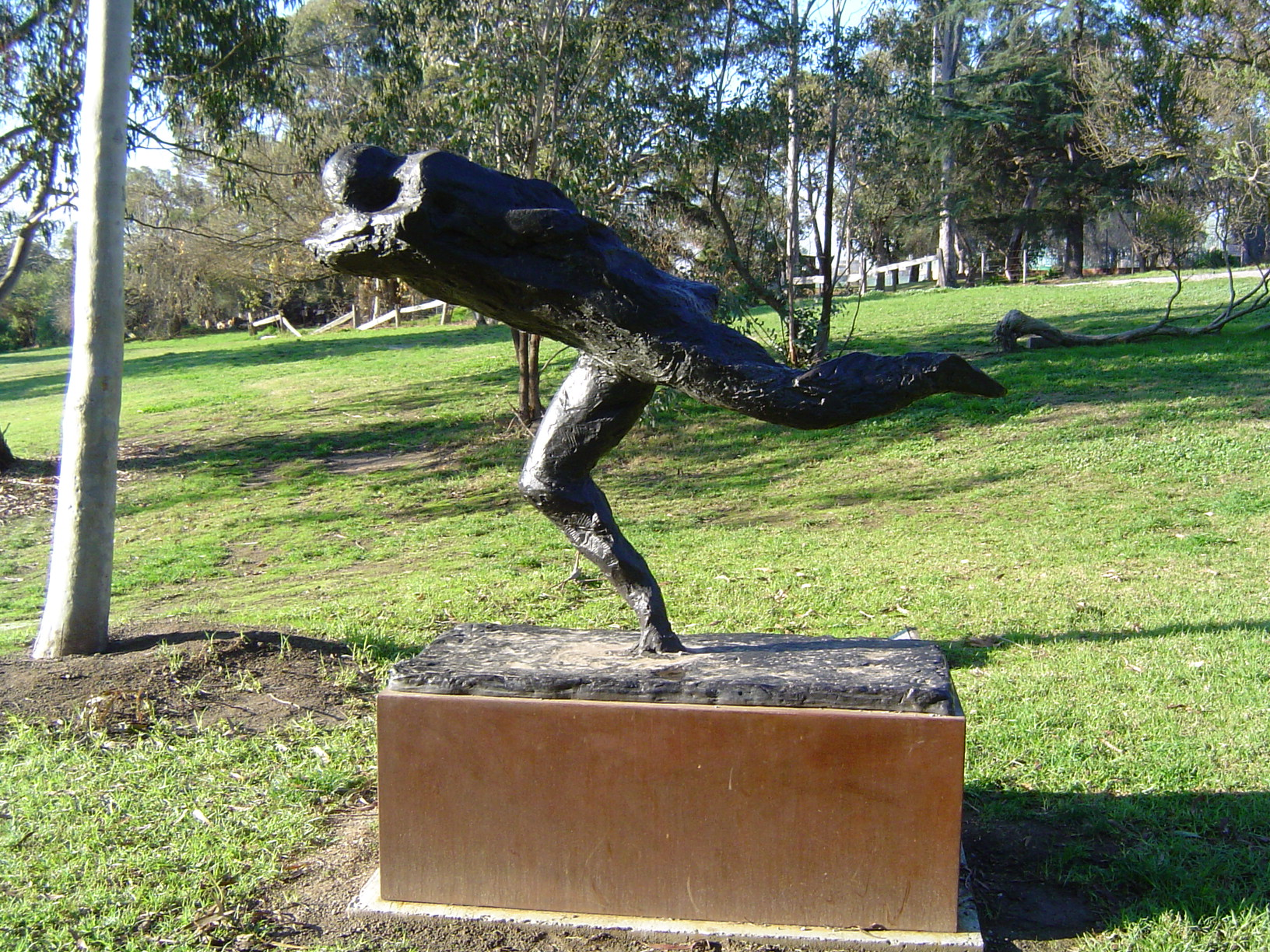
Running Man. Heide Museum of Modern Art

Laut seinem Biografen Gary Catalano zeigen seine frühen Arbeiten, insbesondere die Radierungen von 1968, eine stark polarisierte Sicht auf die Welt. Nachdem er sich bis Anfang der 1990er Jahre von der Radierung zurückgezogen hatte, experimentierte er in dieser Zeit intensiv mit sozialrealistischen und satirischen Themen in Malerei, Holzschnitt und anderen Techniken. Er war politisch aktiv und unterstützte die linke Bewegung u. a. mit Karikaturen und Illustrationen für Zeitschriften wie "Labor Star" und "Tribune".
Ein zentrales Motiv seiner Arbeiten in den 1980er Jahren war der „Läufer“, der in zahlreichen Gemälden und Grafiken auftaucht. In den 1990er Jahren experimentierte er verstärkt mit der Mezzotinto-Technik und schuf unter anderem Werke, die von seinem Besuch in Barcelona inspiriert waren.